# 阿克倫鎮區 (伊利諾伊州皮奧里亞縣)
阿克倫鎮區（英語：Akron Township）是位於美國伊利諾伊州皮奧里亞縣的一個行政鎮區。

## 地方資料
根據2010年美國人口普查的數據，阿克倫鎮區的面積為94.50平方千米，當中陸地面積為94.20平方千米，而水域面積為0.30平方千米。當地共有人口1054人，而人口密度為每平方千米11.15人。